# Татранська Яворина
Татранська Яворина (словац. Tatranská Javorina пол. Jaworzyna Tatrzańska), раніше Списька Яворина — село в Словаччині, Попрадському окрузі Пряшівського краю. Розташоване в північній Словаччині в Яворовій долині на північному підніжжі Бельянських Татр біля кордону з Польщею.
Уперше згадується у 1320 році.
У селі є римо-католицький костел святої Анни з 1924 року.

## Географія
У селі бере початок річка Яворовий Потік; протікає Чорний Потік.

## Населення
| Рік:            | 1994. | 2004.   | 2014.   | 2024.    |
| --------------- | ----- | ------- | ------- | -------- |
| Кількість осіб: | 213   | 232     | 219     | 169      |
| Різниця:        |       | +8,92 % | -5,60 % | -22,83 % |

| Рік:            | 2023. | 2024.   |
| --------------- | ----- | ------- |
| Кількість осіб: | 173   | 169     |
| Різниця:        |       | -2,31 % |

У селі проживає 220 осіб.
Національний склад населення (за даними останнього перепису населення — 2001 року):
- словаки — 99,55 %,
- поляки — 0,45 %,

Склад населення за приналежністю до релігії станом на 2001 рік:
- римо-католики — 87,44 %,
- греко-католики — 1,35 %,
- протестанти — 0,90 %,
- не вважають себе вірянами або не належать до жодної вищезгаданої конфесії — 10,32 %